# Антон Брукнер
Јозеф Антон Брукнер  (Ансфелден, 4. септембар 1824 — Беч, 11. октобар 1896) био је аустријски композитор.

## Биографија
Антон Брукнер је рођен у Ансфелдену (тада село, сада предграђе Линца) 4. септембра 1824. Преци Брукнерове породице били су фармери и занатлије; њихова историја се може пратити још од 16. века. Живели су близу моста јужно од Синделбурга, што је довело до тога да су их звали „Bruckhner an der Bruckhen“ (мостари на мосту). Брукнеров деда постављен је за учитеља у Ансфелдену 1776; ову позицију наследио је Брукнеров отац, Антон Брукнер старији, 1823. године. То је била слабо плаћена, али поштована позиција у сеоској средини. Брукнер старији се оженио Терезом Хелм и имали су једанаесторо деце, од којих је Антон Брукнер био најстарији.
Музика је била део школског програма, и Брукнеру је отац био његов први наставник музике. Брукнер је научио да свира оргуље рано као дете. Био је веома посвећен инструменту баш као и касније у животу у компоновању, често вежбајући по 12 сати дневно. У школу је кренуо са шест година, показао се као вредан ученик и рано је унапређен у виши разред. Док је студирао, Брукнер је такође помагао свом оцу у подучавању друге деце. Након што је Брукнер добио миропомазање 1833. године, Брукнеров отац га је послао у другу школу у Хершингу. Директор школе Јохан Баптист Вајс био је музички ентузијаста и поштовани оргуљаш. Овде је Брукнер завршио своје школско образовање и усавршавао своје вештине оргуљаша. Око 1835. Брукнер је написао своју прву композицију, Pange lingua – једну од композиција коју је ревидирао на крају свог живота. Када му се отац разболео, Антон се вратио у Ансфелден да му помогне у послу.
Како су учитељи његовог детињства и младости морали водити бригу о црквеној музици, то је и сам Брукнер као учитељ прихватио и са пажњом неговао. После очеве смрти, са 13 година, постао је члан дечјег хора манастира Сент Флоријан код Линца. Ту је добио и прву поуку на оргуљама и виолини. Три године касније прелази у Линц, где се припрема за учитељски позив, активно учећи и даље, оргуље и виолину. Између 1843. и 1845. године делује као учитељ у бројним селима око Линца, а затим у истом звању ступа у манастир Сент Флоријан. 1848. године ту добија трајније намештење, на месту манастирског оргуљаша, што доприноси његовом снажнијем музичком развоју. 1854. године полаже први у низу испита, на оргуљама у Бечу. До 1861. године, наставља интензивно школовање и усавршавање на Конзерваторијумима у Линцу и Бечу, а упознавање са стваралаштвом Бетовена и Вагнера, за Брукнера је било право музичко откровење. До краја живота остаје пун дивљења према Вагнеровом музичком стваралаштву, под чијим утицајем и ствара своја будућа симфонијска ремек дела. Од 1861. године, до краја живота, интензивно компонује, прерађује и премијерно изводи своја музичка дела, надахнута дубоком побожношћу и дивљењем према стваралаштву Вагнера, Бетовена и Шуберта. 1867. године доживљава једну нервну кризу праћену меланхолијом и халуцинацијама, а онда, опоравивши се, настају и његова музичка ремек дела, на подручју симфонијске, камерне и духовне музике. Пред крај живота, стварајући своје Осму и Девету Симфонију, почео је осећати и нервни замор. Умро је у 72 години живота, од изненадног наступа водене болести. Девета Симфонија му остаје делимично недовршена, а сахрањен је у крипти манастира Сент Флоријан, испод оргуља на којима је свирао.

### Оргуљаш у Санкт Флоријану
После Кронсторфовог периода, Брукнер се вратио у Санкт Флоријан 1845. где ће наредних 10 година радити као учитељ и оргуљаш. У мају 1845. Брукнер је положио испит, што му је омогућило да почне да ради као помоћни учитељ у једној од сеоских школа Санкт Флоријана. Наставио је да унапређује своје образовање похађајући даље курсеве, полажући испит који му даје дозволу да предаје и на високошколским институтима, добијајући оцену „веома добар“ у свим дисциплинама. Године 1848, Брукнер је постављен за оргуљаша у Санкт Флоријану, а 1851. је то постало редовно место. У Санкт Флориану, највећи део репертоара чинила је музика Михаела Хајдна, Јохана Георга Албрехтсбергера и Франца Јозефа Аумана. Током боравка у Санкт Флоријану, Брукнер је наставио да ради са Зенетијем.

## Преглед стваралаштва
Стваралаштво Антона Брукнера обухвата преко 120 дела, компонованих у периоду од 1861. до смрти 1896. године. Оно што је карактеристично за Брукнерово стваралаштво, то је да се много шта из тог обимног опуса може и одбацити. Брукнерова дела обележавају се бројем опуса који има ознаку WAB и број дела (слично Баховом BWV или Хендловом HWV i Моцартовом KV). У данашње време, пажњу привлаче једино Брукнерове колосалне симфоније и понеки комад за оргуље, духовно и камерно дело.

## Камерна музика
Гудачки Квартет, ц - мол (1862)
Гудачки Квинтет, Ф - Дур (1879)

## Духовна дела
Као побожан музички стваралац, кога притиска величина Бога и Створеног света, Антон Брукнер је писао духовна дела, чији су се мотиви као идејна основа утиснули у целокупно његово стваралаштво - од кратких комада за оргуље, преко камерне, све до моћне инструментале симфонијске музике. Најзначајнија Брукнерова духовна дела су:
Миса, д - мол
Миса, е - мол
Миса, Ф - мол (све три Мисе, компоноване су између 1862. и 1869. године)
Миса број 2. за хор и дувачки оркестар
Те Деум (1886)

## Симфоније
Антон Брукнер је у првом реду еминентан светски симфоничар. Компоновао је девет опсежних симфонија. Њихова основна суштина састоји се у следећем:
1. Брукнерове симфоније су инструментална реплика на Вагнерову музичку драму и значајна проширења форме Бетовенове симфоније. Оркестарски апарат је типично вагнеровски, звучно раскошан, са значајно проширеним дувачком корпусом, док се харфа појављује само у Осмој Симфонији.

1. Готово све Брукнерове симфоније, од Прве до Седме, имају идентичну формалну структуру: први став је сонатни модерато или алегро, други лагани адађо, кога је Брукнер стварао готово мајсторски, то су најбољи ставови његових симфонија, трећи је скерцо, заснован по правилу на аустријској народној игри, док је финале претежно синтеза ронда и сонатног става, са свечаним и снажним завршетком. Снажни завршетак се у виду круне јавља и у првим ставовима. У Осмој и Деветој Симфонији, Брукнер замењује места другом и трећем ставу, а његов снажни Те Деум, изводи се уместо финалног става Девете Симфоније, кога Брукнер није успео написати.

1. Опсег, временско трајање Брукнерових Симфонија, значајно се проширује и оне достижу и премашују временско трајање од једног сата. Међутим, то проширивање често поприма наиван карактер, па је Брукнер, по правилу препоруком издавача или пријатеља, чувених диригената његовог доба (Франц Шалк и Херман Леви на пример), често прибегавао прерадама или скраћивањима својих симфонија. Тако се често разликују оригинална и коначна верзија. Коначна верзија Прве Симфоније на пример, појавила се 1891. године, када је Брукнер већ довршио Осму и радио на Деветој Симфонији.

1. Још једна новост је трећа тема у сонатном ставу. То је у Брукнеровим симфонијама једна типично корална, побожна тема, коју по правилу доносе лимени дувачи. Најпопуларнија је она у првом ставу Четврте Симфоније. Што је посебно значајно, теме Брукнерових симфонија постепено настају, израстају из првобитног језгра и набујавају у једну гигантску звучну грађевину. Најбољи пример те врсте, среће се на почетку првог става мајсторове Осме Симфоније. По томе, по вештини грађења тема из првобитног музичког језгра, Брукнер је постао и остао велики мајстор музичке архитектуре.

1. Брукнерове симфоније су:

Студијска симфонија, ф - мол, WAB 99, каткад се зове «број 00», (1863, премијера после Брукнерове смрти)
0 симфонија, д-мол, WAB 100 (1869)
I Симфонија, ц - мол, WAB 101 (1866 - Верзија из Линца; 1891 - Коначна верзија)
II Симфонија, ц - мол, WAB 102(1869 - 1872, прва прерада 1878, коначна верзија 1890)
III Симфонија, д - мол, WAB 103(1873—1878)
IV Симфонија, ЕС - Дур, Романтична, WAB 104 (1874—1880)
V Симфонија, Б - Дур,WAB 105 (1878 - 1880, премијера 8. априла 1894)
VI Симфонија А - Дур, WAB 106 (1881, премијера после Брукнерове смрти)
VII Симфонија Е - Дур, WAB 107 (1883)
VIII Симфонија - ц - мол, WAB 108 (1887—1892)
IX Симфонија д - мол, WAB 109, троставачна верзија (1891—1896).